# Ухвати Картера (филм)
Ухвати Картера (енгл. Get Carter), у бившој Југославији приказан под називом Средите Картера,  је филм из 1971. године, који је режирао Мајк Хоџис, у продукцији компаније Метро-Голдвин-Мејер, са сценаријом који је писао сам Хоџис. Главне улоге тумаче Мајкл Кејн, Ијан Хендри, Џон Озборн и Брит Екланд.
Године 2000. снимљен је римејк под истим насловом Ухвати Картера са Силвестером Сталонеом, у насловној улози. 

## Радња
Лондонски гангстер Џек Картер стиже у свој родни Њукасл на североистоку Енглеске на сахрану свог брата Френка. Како је саопштила полиција, брат је много пио и доживео саобраћајну несрећу. Картер, међутим, верује да му је брат убијен и започиње сопствену истрагу. Скоро одмах наилази на жестоку одбојност локалне мафије, која жели да га или врати у Лондон или да уклони Картера, а и његови лондонски другари, не гледају благонаклоно на његов повратак кући и покушавају да га врате назад. 